# Regionalflughafen Augusta

i8
i11
i13
Der Augusta Regional Airport (auch Augusta Regional Airport at Bush Field; IATA-Code: AGS, ICAO-Code: KAGS) ist ein öffentlicher Flughafen auf 44 m Seehöhe, 11 km südlich von Augusta (Georgia), Richmond County, Georgia in den Vereinigten Staaten. Die Fläche des Flughafens beträgt 1567 ha. Er hat zwei Asphaltpisten mit 2438 m und 1829 m Länge.

## Geschichte
Die Geschichte des Flugplatzes begann 1941 als Bush Field, als das United States Army Air Corps nach einem Standort für eine Contract Pilot School suchte. Das Flugtraining begann im Juni 1941 und bildete die Schüler im Laufe von zehn Wochen zum Fliegen von Vultee BT-13 Valiants- und BT-15-Flugzeugen aus. In kommerzieller Hinsicht waren die 1950er und 1960er Jahre die Zeit, in der der Flughafen dank der Renovierung der alten Flugschulkaserne und der Verpachtung an Continental Hotels wuchs. Die 1970er Jahre waren jedoch die wichtigste Wachstumsphase des Flughafens, als Capitol Aviation of Georgia, heute bekannt als Landmark Aviation, Einrichtungen entwickelte, die sich auf die Reparatur von Strahltriebwerken, Avionik-Navigationsgeschäfte und eine Serviceeinrichtung für strukturelle Systeme spezialisierten.
In den 1990er Jahren trug das Feld zu einem wirtschaftlichen Wert von rund 290 Mio. US-Dollar in der Region bei und bot 2200 Arbeitsplätze. Im Jahr 2000 wurde Bush Field schließlich in Augusta Regional Airport umbenannt. Im Jahr 2008 verzeichnete der Flugplatz durchschnittlich etwa sieben tägliche kommerzielle Abflüge nach Atlanta mit Bombardier CRJ-200- und ATR-72-Flugzeugen von Delta Connections, gefolgt von weiteren sieben Flügen von US Airways Express nach Charlotte mit Bombardier Dash 8-300 und Bombardier CRJ-200.
Im Mai 2011 führte Delta Airlines nach elfjähriger Abwesenheit Flüge von Augusta aus durch. Das Masters Golf Tournament ist ein beliebter Hotspot für Fluggäste zu diesem Flughafen, da Fluggesellschaften Flüge mit viel größerer Ausrüstung anbieten. Delta setzte auch Boeing 737 und Boeing 757 ein. Heutzutage betreiben nur American Airlines und Delta Air Lines Strecken nach Charlotte, New York-La Guardia, Philadelphia, Washington-National und Atlanta. Bisher gibt es keine Frachtführer, die außerhalb des Feldes operieren.

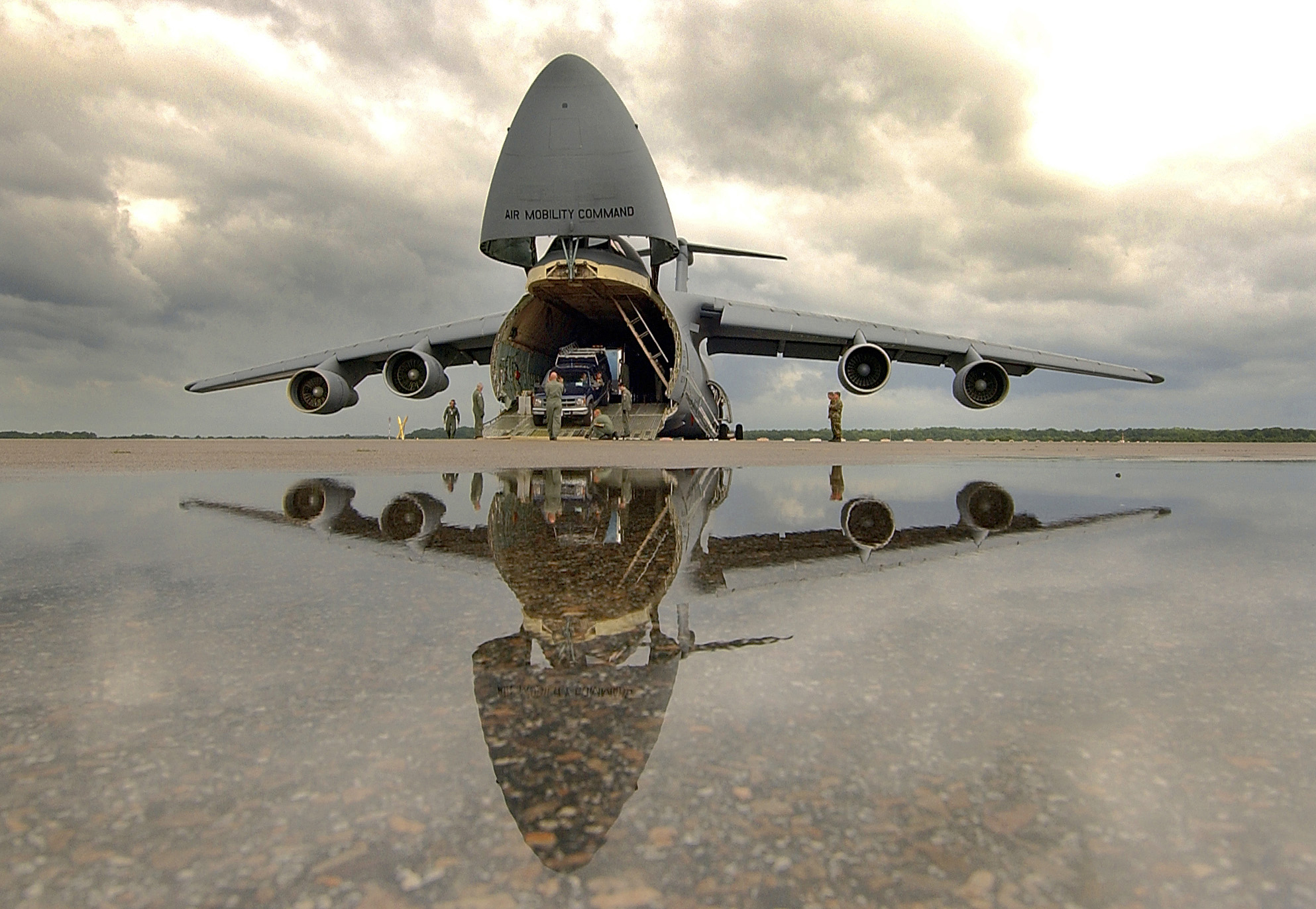

## Fluggesellschaften
Unter anderen operierten folgende Fluggesellschaften auf dem Flughafen:
- Atlantis Airlines mit Piper PA-31T-1040[3]
- Eastern Metro Express mit Boeing 727-100, 727-200, McDonnell Douglas DC-9-30 (1970er)[4] und British Aerospace Jetstream 31 (1980er)[3]
- Northwest Airlink mit Fairchild Swearingen Metro[5]
- Piedmont Airlines mit Boeing 737-200[3]
- USAir Express mit De Havilland Canada DHC-8  und Shorts 360[6]
- Wheeler Airlines mit Beech 99[7]

## Flugbetrieb
Im Jahre 2021 wurden 251.961 Passagiere befördert. Im Jahre 2022 haben 42.038 Flugbewegungen stattgefunden, davon 6.669 lokale Bewegungen, 13.333 Zwischenlandungen, 7.958 Air-Taxi-Flüge, und 7.177 Frachtflüge und 6.571 militärische Flüge. 5 einmotorige und 7 zweimotorige Flugzeuge, 4 Jetflugzeuge und 2 Helikopter waren 2018 hier stationiert.
Die wichtigsten Fluggesellschaften für den Flughafen sind heute Delta Airlines und American Airlines.

## Zwischenfälle
- Am 17. November 1958 kam es mit einer Douglas C-124A Globemaster II der United States Air Force (USAF) (Luftfahrzeugkennzeichen 51-162) zu einer Bruchlandung in dichtem Nebel auf dem Flughafen Augusta. Die Maschine kam erst hinter dem Landebahnende zum Stillstand. Die rechte Tragfläche und das Fahrwerk wurden zerstört, so dass das Flugzeug irreparabel beschädigt wurde. Alle 34 Insassen, Besatzungsmitglieder und Passagiere, überlebten den Unfall.[10]